# Fotoszféra
A fotoszféra egy égitest azon régiója, ahonnan – emberi szemmel is látható – fény keletkezik.
A kifejezés az ógörögből ered, ahol a 'phos' fényt, a 'sphaira' gömböt jelent, utalva arra, hogy egy gömbi felületről származik a fény.
A fotoszféra a csillag belsejében addig terjed ki, amíg a csillagot alkotó gáz átlátszatlanná válik – ez körülbelül 2/3 optikai mélységnek felel meg. Más szóval, a fotoszféra egy világító tárgy, rendszerint egy csillag azon legmélyebb tartománya, mely bizonyos hullámhosszú fotonok számára átlátszó, így emberi szemmel is látható.

## Az effektív hőmérséklet
Egy csillag felületét a Stefan–Boltzmann-törvényben definiált effektív hőmérséklet határozza meg. Egy egyszerűsített modellt használva a csillagok atmoszférájára, feltételezve a lokális termikus egyensúlyt egy síkban, és tekintettel az Eddington-féle közelítésre, a Nap effektív hőmérséklete 2/3 optikai mélységnél fordul elő.
Ez azt jelzi, hogy egy csillag felülete nem az atmoszféra tetején van, ahol az optikai mélység nulla. A csillagok mélyen az atmoszférájuk belsejében figyelhetők meg. A neutroncsillagok kivételével a csillagoknak nincs szilárd felszínük.
Ezért a Nap vagy más csillagok fotoszférája tipikusan a látható felületet jelenti.

## A Nap

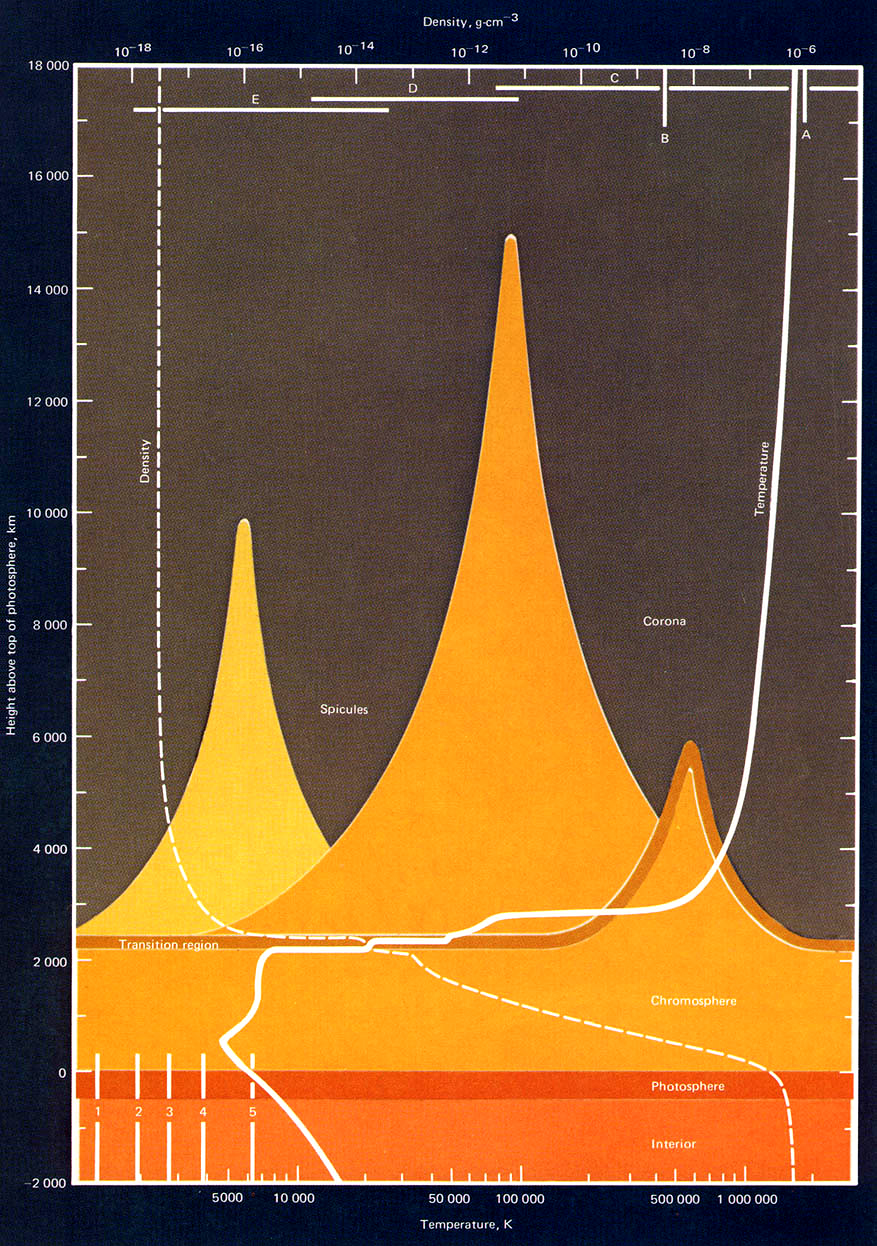
Nap atmoszférájának hőmérséklete és sűrűsége

A Nap fotoszférájának hőmérséklete 4500 és 6000 kelvin között mozog. A sűrűsége közel 2·10−4 kg/m³.
A Nap fotoszférája konvekciós (hőáramlási) cellákból áll, melyeket granulának (szemcsének) hívnak. Minden konvekciós cella átmérője közel 1000 kilométer. A cella közepén forró gáz van, és a cellák közötti keskeny részen hidegebb gáz található. Az egyes granulák mintegy 8 percig léteznek, ami folytonosan fortyogó mintát eredményez. A granulák csoportjai szupergranulát alkotnak, melyek átmérője elérheti a 30 000 km-t, élettartama pedig akár a 24 órát is. Ezek a részletek olyan finomak, hogy más csillagokon nem figyelhetők meg. A Nap látható atmoszférájának vannak más rétegei is a fotoszféra felett: a 2000 km mély kromoszféra a fotoszféra és a jóval forróbb korona között helyezkedik el. A Nap felszínén a fotoszférában vannak a flerek és a napfoltok.

## Fordítás
Ez a szócikk részben vagy egészben  a   Photosphere című angol Wikipédia-szócikk fordításán alapul.  Az eredeti cikk szerkesztőit annak laptörténete sorolja fel. Ez a jelzés csupán a megfogalmazás eredetét és a szerzői jogokat jelzi, nem szolgál a cikkben szereplő információk forrásmegjelöléseként.